# Cormic Cosgrove
Cormic Francis Cosgrove (La Salle, Illinois, 15 de febrer de 1866 - Saint Louis, 6 de juliol de 1930) va ser un futbolista estatunidenc que va competir a primers del segle xx. El 1904 va prendre part en els Jocs Olímpics de Saint Louis, on guanyà la medalla de bronze en la competició de futbol com a membre del St. Rose Parish.